# Europarlamentari della Germania della III legislatura
Gli europarlamentari della Germania della III legislatura, eletti in occasione delle elezioni europee del 1989, furono i seguenti.

## Composizione storica
| Europarlamentare                           | Lista                                    | Gruppo |
| ------------------------------------------ | ---------------------------------------- | ------ |
| Siegbert Alber                             | Unione Cristiano-Democratica di Germania | PPE    |
| Reinhold L. Bocklet                        | Unione Cristiano-Sociale in Baviera      | PPE    |
| Reimer Böge                                | Unione Cristiano-Democratica di Germania | PPE    |
| Hiltrud Breyer                             | Alleanza 90/I Verdi                      | GV     |
| Elmar Brok                                 | Unione Cristiano-Democratica di Germania | PPE    |
| Birgit Cramon Daiber                       | Alleanza 90/I Verdi                      | GV     |
| Karl-Heinz Florenz                         | Unione Cristiano-Democratica di Germania | PPE    |
| Ingo Friedrich                             | Unione Cristiano-Sociale in Baviera      | PPE    |
| Honor Funk                                 | Unione Cristiano-Democratica di Germania | PPE    |
| Willi Görlach                              | Partito Socialdemocratico di Germania    | SOC    |
| Friedrich-Wilhelm Graefe zu Baringdorf     | Alleanza 90/I Verdi                      | GV     |
| Lissy Gröner                               | Partito Socialdemocratico di Germania    | SOC    |
| Johanna-Christina Grund                    | I Repubblicani                           | GTDE   |
| Klaus Hänsch                               | Partito Socialdemocratico di Germania    | SOC    |
| Magdalene Hoff                             | Partito Socialdemocratico di Germania    | SOC    |
| Martin Holzfuss                            | Partito Liberale Democratico             | LDR    |
| Karsten Friedrich Hoppenstedt              | Unione Cristiano-Democratica di Germania | PPE    |
| Karin Junker                               | Partito Socialdemocratico di Germania    | SOC    |
| Hedwig Keppelhoff-Wiechert                 | Unione Cristiano-Democratica di Germania | PPE    |
| Egon Klepsch                               | Unione Cristiano-Democratica di Germania | PPE    |
| Heinz Fritz Köhler                         | Partito Socialdemocratico di Germania    | SOC    |
| Klaus-Peter Köhler                         | I Repubblicani                           | GTDE   |
| Horst Langes                               | Unione Cristiano-Democratica di Germania | PPE    |
| Gerd Ludwig Lemmer                         | Unione Cristiano-Democratica di Germania | PPE    |
| Marlene Lenz                               | Unione Cristiano-Democratica di Germania | PPE    |
| Rolf Linkohr                               | Partito Socialdemocratico di Germania    | SOC    |
| Günter Lüttge                              | Partito Socialdemocratico di Germania    | SOC    |
| Rudolf Luster                              | Unione Cristiano-Democratica di Germania | PPE    |
| Gepa Maibaum                               | Partito Socialdemocratico di Germania    | SOC    |
| Kurt Malangré                              | Unione Cristiano-Democratica di Germania | PPE    |
| Winfried Menrad                            | Unione Cristiano-Democratica di Germania | PPE    |
| Friedrich Merz                             | Unione Cristiano-Democratica di Germania | PPE    |
| Karl-Heinrich Mihr                         | Partito Socialdemocratico di Germania    | SOC    |
| Gerd Müller                                | Unione Cristiano-Sociale in Baviera      | PPE    |
| Werner Münch                               | Unione Cristiano-Democratica di Germania | PPE    |
| Harald Neubauer                            | I Repubblicani                           | GTDE   |
| Leyla Onur                                 | Partito Socialdemocratico di Germania    | SOC    |
| Doris Pack                                 | Unione Cristiano-Democratica di Germania | PPE    |
| Karl Partsch                               | Alleanza 90/I Verdi                      | GV     |
| Hartmut Perschau                           | Unione Cristiano-Democratica di Germania | PPE    |
| Helwin Peter                               | Partito Socialdemocratico di Germania    | SOC    |
| (Hans) Johannes Wilhelm Peters             | Partito Socialdemocratico di Germania    | SOC    |
| Dorothee Piermont                          | Alleanza 90/I Verdi                      | GV     |
| Fritz Pirkl                                | Unione Cristiano-Sociale in Baviera      | PPE    |
| Hans-Gert Pöttering                        | Unione Cristiano-Democratica di Germania | PPE    |
| Godelieve Quisthoudt-Rowohl                | Unione Cristiano-Democratica di Germania | PPE    |
| Eva-Maria Quistorp                         | Alleanza 90/I Verdi                      | GV     |
| Christa Randzio-Plath                      | Partito Socialdemocratico di Germania    | SOC    |
| Günter Rinsche                             | Unione Cristiano-Democratica di Germania | PPE    |
| Dieter Rogalla                             | Partito Socialdemocratico di Germania    | SOC    |
| Claudia Roth                               | Alleanza 90/I Verdi                      | GV     |
| Dagmar Roth-Behrendt                       | Partito Socialdemocratico di Germania    | SOC    |
| Mechtild Rothe                             | Partito Socialdemocratico di Germania    | SOC    |
| Willi Rothley                              | Partito Socialdemocratico di Germania    | SOC    |
| Bernhard Sälzer                            | Unione Cristiano-Democratica di Germania | PPE    |
| Jannis Sakellariou                         | Partito Socialdemocratico di Germania    | SOC    |
| Heinke Salisch                             | Partito Socialdemocratico di Germania    | SOC    |
| Detlev Samland                             | Partito Socialdemocratico di Germania    | SOC    |
| Dieter P.A. Schinzel                       | Partito Socialdemocratico di Germania    | SOC    |
| Emil Schlee                                | I Repubblicani                           | GTDE   |
| Ursula Schleicher                          | Unione Cristiano-Sociale in Baviera      | PPE    |
| Gerhard Schmid                             | Partito Socialdemocratico di Germania    | SOC    |
| Barbara Schmidbauer                        | Partito Socialdemocratico di Germania    | SOC    |
| Hans-Günter Schodruch                      | I Repubblicani                           | GTDE   |
| Franz Schönhuber                           | I Repubblicani                           | GTDE   |
| Barbara Simons                             | Partito Socialdemocratico di Germania    | SOC    |
| Graf von Franz Ludwig, Schenk Stauffenberg | Unione Cristiano-Sociale in Baviera      | PPE    |
| Wilfried Telkämper                         | Alleanza 90/I Verdi                      | GV     |
| Diemut Theato                              | Unione Cristiano-Democratica di Germania | PPE    |
| Günter Topmann                             | Partito Socialdemocratico di Germania    | SOC    |
| Kurt Vittinghoff                           | Partito Socialdemocratico di Germania    | SOC    |
| Manfred Vohrer                             | Partito Liberale Democratico             | LDR    |
| Mechthild von Alemann                      | Partito Liberale Democratico             | LDR    |
| Thomas von der Vring                       | Partito Socialdemocratico di Germania    | SOC    |
| Otto von Habsburg                          | Unione Cristiano-Sociale in Baviera      | PPE    |
| Rüdiger von Wechmar                        | Partito Liberale Democratico             | LDR    |
| Karl von Wogau                             | Unione Cristiano-Democratica di Germania | PPE    |
| Gerd Walter                                | Partito Socialdemocratico di Germania    | SOC    |
| Beate Weber                                | Partito Socialdemocratico di Germania    | SOC    |
| Klaus H.W. Wettig                          | Partito Socialdemocratico di Germania    | SOC    |
| Axel N. Zarges                             | Unione Cristiano-Democratica di Germania | PPE    |

## Modifiche intervenute

### Unione Cristiano-Democratica di Germania
- In data 15.01.1990 a Axel N. Zarges subentra Ursula Braun-Moser.
- In data 25.11.1990 a Werner Münch subentra Brigitte Langenhagen.
- In data 05.09.1991 a Hartmut Perschau subentra Georg Jarzembowski.
- In data 27.12.1993 a Bernhard Sälzer subentra Helga Haller von Hallerstein.

### Partito Socialdemocratico di Germania
- In data 22.12.1990 a Beate Weber subentra Annemarie Kuhn.
- In data 11.05.1992 a Gerd Walter subentra Willi Piecyk.

### Unione Cristiano-Sociale in Baviera
- In data 04.12.1992 a Graf von Franz Ludwig, Schenk Stauffenberg subentra Günther Müller.
- In data 05.07.1993 a Reinhold L. Bocklet subentra Edgar Josef Schiedermeier.
- In data 31.08.1993 a Fritz Pirkl subentra Maren Günther.
- In data 16.11.1993 a Günther Müller subentra Jürgen Brand.